# Янош Чак
Янош Чак (венг. Csák nembeli János; ? — до 1324 года) — венгерский барон на рубеже XIII-XIV веков. Он служил в качестве конюшего в 1290-х гг. После пресечения династии Арпадов Янош первоначально поддерживал претендента Вацлава Чешского, но позднее присоединился к Карлу Роберту Анжуйскому. Он был назначен королевским судьёй в 1311 году, положив конец более чем десятилетней вакантной должности. Он предал короля и присоединился к своему дальнему родственнику, мятежному магнату Матушу Чаку в 1314 году.

## Начало карьеры
Янош происходил из уйлакской линии могущественного рода (клана) Чак. Его отцом был Чак, который упоминался в исторических документах в период между 1240 и 1274 годами. У Яноша было много известных близких родственников, в том числе его троюродный брат Угрин Чак, фактический правитель Верхнего Срема в начале XIV века. У Яноша Чака не было известных потомков.
Янош Чак впервые появился в исторических документах в 1295 году, хотя две неаутентичные хартии относятся к нему как к конюшему и ишпану графства Баранья в июле 1290 года. Он считался сторонником Андраша III, последнего венгерского монарха из династии Арпадов. За свою придворную службу 25 апреля 1296 года Яношу Чаку был пожалован замок Виск (или Уиск) и прилегающие к нему земли в графстве Хонт (ныне Вышковце-над-Ипгом в Словакии). Он служил конюшим в 1297 году, заменив своего родственника Матуша Чака. Он является последним известным человеком, который сохранил эту должность в конце династии Арпадов. Янош служил как ишпан графства Хонт в 1298 году. Он был ишпаном графства Баранья в 1300 году. Вполне вероятно, что его последняя функция была номинальной, поскольку графство управлялось семьёй Кесеги, в дополнение к другим частям Траснданубии.

## Во время междуцарствия
Венгерский король Андраш III умер 14 января 1301 года. После смерти Андрея началась гражданская война между различными претендентами на вакантный королевский трон — принцем Карлом Робертом Анжуйским, принцем Вацлавом Чешским и герцогом Оттоном баварским, которая продолжалась семь лет. Первоначально Янош Чак поддерживал чешского принца Вацлава (Венцеслава) в войне за престолонаследие , несмотря на то, что Угрин Чак, также принадлежавший к уйлакской ветви, считался самым сильным внутренним оплотом владычества Карла в первые годы. Янош Чак был впервые назван «бароном» и членом королевского двора Вацлава в 1303 году. В том же году молодой король переписал и подтвердил письмо-дарение покойного Андраша III, касающееся владения замком Виск.
К 1307 году Янош Чак принёс клятву верности Карлу Роберту Анжуйскому. Он сыграл важную роль в захвате Буды в июне того же года. Вернувшись из своего чешского плена, бывший ректор Ладислав, сын Вернера, вошёл в город с помощью войск Яноша Чака . Как повествует Венгерская иллюстрированная хроника, Ладислав и Янош ночью проникли в крепость через ворота рядом с еврейской синагогой. Их войска столкнулись с охраной городского магистрата, который отказался признать Карла своим законным королём. Ректор Петерманн (сторонник Вацлава) смог спастись бегством без одежды, в то время как другие немецкие бюргеры подвергались пыткам и были убиты. Янош захватил и отправил ко двору архиепископа Эстергома Томаша тех местных священнослужителей (сторонников Вацлава), которых ещё до этого отлучил от церкви папа Бонифаций VIII и заклеймил их как еретиков. Венгерский историк Дьюла Кристо проанализировал королевские документы десятилетия и поместил Яноша Чака в пятый или шестой наиболее видных сторонников Карла I в последующие годы.

## Судья королевский и предательство
Янош Чак был упомянут как «назначенный» (лат. deputatus) королевский судья 10 марта 1311 года. Историк Пал Энгель считал, что должность королевского судьи была вакантной в период междуцарствия, по крайней мере с 1301 года, когда Венгерское королевство распалось на автономные провинции, управляемые могущественными олигархами. Перед назначением Яноша должность королевского судьи занимал некто Петер, который издал хартию в сентябре 1301 года в Буде в этом качестве. Историк Иван Бертени Старший утверждал, что этот дворянин служил при дворе Вацлава. В XVIII веке Liber Dignitariorum Saecularium также упоминает некого Иштвана в качестве королевского судьи (возможно, при Карле I) с 1301 по 1304 год, который одновременно занимал должность ишпана графства Шарош. Королевский вице-судья Томаш также появился в исторических документах в этот же период, между 1302 и 1305 годами, и назвал себя «королевским судьёй короля Ладислава (то есть Вацлава)». Согласно Liber Dignitariorum Saecularium , Угрин Чак также служил королевским судьёй между 1304 и 1311 годами, вплоть до своей смерти. Однако большинство историков, включая биографа Яноша Чака Ильдико Тота, принимают теорию Пала Энгеля и считают, что должность королевского судьи оставалась вакантной в течение десятилетия, пока третья коронация Карла не была проведена в августе 1310 года. Тот утверждает, что Угрин Чак выполнял свою судебную роль исключительно в своей провинции Срем, поэтому он не занимал должность королевского судьи.
Во время своего пребывания в должности королевского судьи Янош Чак проживал в Буде и исполнял свою судебную роль с компетентностью по всей стране. Например, в августе 1313 года он вынес решение по делу о злоупотреблении властью дворянства графства Валко, в то время как в других случаях он давал указания соборному капитулу Гюлафехервара (современная Алба-Юлия, Румыния) во время судебного разбирательства по земельной собственности и соборному капитулу Дьёра во время расследования. Историк Ильдико Тот подчёркивает, что многие из судебных дел Яноша Чака первоначально принадлежали судебным судам олигархических провинций. После установления сильной королевской власти, Янош Чак взял на себя и провёл эти судебные процессы. Он был первым королевским судьёй, который уделял большое внимание вещественным доказательствам во время своих судебных процессов.
Янош Чак был в последний раз упомянут как королевский судья 12 июля 1314 года. Согласно королевской хартии следующего года, он предал короля Карла I Роберта и присоединился к своему дальнему родственнику Матушу Чаку, который был самым ярым врагом короля, и фактически самостоятельно управлял северо-западными графствами королевства. Мотивация Яноша неизвестна, но в 1314 году произошла масштабная замена прежней элиты, когда Карл решил бороться с олигархической властью (Палатин Якаб Борша был также отправлен в отставку в это время) и назначил своих сторонников на важные придворные должности. Как повествует монарх в 1324 году, Янош Чак вступил в заговор с олигархом против него и попытался передать его Матушу Чаку. Поскольку преемник Яноша Ламперт Герман уже появился в качестве королевского судьи в современной записи от 29 сентября 1313 года, возникла научная дискуссия об актуальности вышеупомянутой хартии. Пал Энгель объявил дату освобождения от должности Яноша недействительной и установил его на 29 сентября 1314 года. Напротив, Иван Бертени утверждал, что Янош Чак и Ламперт Герман одновременно занимали этот пост в течение некоторого времени до 1315 года, аналогично тому случаю, когда многие олигархи называли себя палатинами в эпоху феодальной анархии. Таким образом, предательство Яноша Чака произошло летом 1314 года. После своей неудачной попытки похищения он бежал в доминион Матуша Чака, где он умер «несчастно» где-то до 1324 года, как формулирует король. В том же году Карл I пожертвовал бывшие конфискованные земли Яноша Чака, которые лежали в комитатах Пешт, Сольнок[уточнить], Хонт, Ноград и Мошон. До этого Янош также владел (и, возможно, построил сам) замком Эксег в комитате Ноград, который затем стал собственностью Вульфинга I Хашендорфера и его семьи (позже Сечени разрушили форт). В дарственном письме 1324 года король Карл Роберт назвал своего бывшего придворного и судью «вероломным Иудой Искариотом».